# Мегара
Мегара (грч. Μέγαρα [] (Велике куће)) град је у Атици у Грчкој. Налази се у сјеверном дијелу Коринтске превлаке насупрот острва Саламина, који је у древно доба припадао Мегари, а касније га је преузела Атина.

## Историја
Мегара је била једна од четири области Атике, утјеловљена у четири митска сина краља Пандиона II, од кога је Нисос био владар Мегаре. Мегара је такође била трговачка лука, а народ користио бродове и богатство како би стекао предност над војскама сусједних полиса. Имала је двије луке, Пегае, на западу и Коринтском заливу и Нисаеау, на истоку и Саронском заливу Егејског мора.
У историјско доба је Мегара била рани вазал Коринта, у чије име су колонисти Мегаре основали Мегару Hyblaeu, мали полис сјеверно од Сиракузе на Сицилији. Мегара је потом водила с Коринтом рат за независност, и касније (око. 667. п. н. е.) основала Византион, исто као и Халкидон.
У Пелопонеском рату (око 431. п. н. е. — 404. п. н. е.), Мегара је била савезница Спарте. Мегарски указ се сматра једним од „узрока“ тог рата.
Најпознатији грађанин Мегаре у антици био је Byzas. Мегаранци су у прошлости били познати по својој склоности да граде и богато украшавају храмове. Свети Јероним је 409. године писао „Постоји узречица о Мегарцима... 'Граде као да ће живјети вјечно; живе као да ће умријети сутра.'“

## Општина Мегара
Данас се Мегара сматра предграђем Атине. Око 28.195 становника живи у општини. Налази се око 42 km западно од Атине у префектури Западна Атика, а повезана је ауто-путем за Пелопонез, Западну Грчку и Атену. Такође је везана уз приградску жељезницу. Мегара се налази у равници Мегарис. Има највећу површину од свих општина у периферији Атика, као и највећи број становника Западне Атике. Локалном економијом је доминирала пољопривреда све до масовне изградње стамбених објеката 1960-их и 1970-их.
Тачно 3 km јужно од Мегаре је насеље Пацхи, познато по рибљим ресторанима. Неа Перамос је сусједни град на истоку, а Какиа Скала на западу. На југу је војни аеродром. Јужно од Мегаре је Мегарски залив. Највећа насеља у општини су Кинета (1972), Спарта (712), Blychada (694) и Аигеироисес (479).

## Становништво
| 2011.  |
| ------ |
| 36.924 |